# Karangmojo (Balong)
Karangmojo is een bestuurslaag in het regentschap Ponorogo van de provincie Oost-Java, Indonesië. Karangmojo telt 766 inwoners (volkstelling 2010).